# Armando Mercé Vidal
Armando Mercé Vidal (Bicorb, Canal de Navarrés, 1972), conegut com a Armando, és un pilotaire valencià de raspall. Va començar en la posició de rest, en la qual va aconseguir nombrosos trofeus, però ja al final de la seua carrera s'endavantà per a jugar com a mitger, jugà la seua última partida com a professional en el campionat individual de raspall de 2011 disputant-li la cinquena final a Waldo sent en eixe moment el pilotari que més finals individuals havia disputat després de Waldo.
En el seu palmarès hi ha 5 subcampionats Individuals de Raspall, 3 campionats de la Lliga de Raspall i diversos Autonòmics de Raspall tant a parelles com a trios. És membre del CPV de Bicorp, responsable de l'escola de pilota i vicepresident de raspall a la Federació.